# Sincé
Sincé, offiziell San Luis de Sincé, ist eine Gemeinde (municipio) im Departamento Sucre in Kolumbien.

## Geographie
Sincé liegt im Südosten von Sucre, in der Subregion Sabanas, 32 km von Sincelejo entfernt, auf einer Höhe von 137 m ü. NN und hat eine Jahresdurchschnittstemperatur von 28 °C. Die Gemeinde grenzt im Norden an San Pedro und Los Palmitos, im Westen an Buenavista, im Süden an Galeras und El Roble und im Osten an San Juan de Betulia und Corozal.

## Bevölkerung
Die Gemeinde Sincé hat 35.022 Einwohner, von denen 26.891 im städtischen Teil (cabecera municipal) der Gemeinde leben (Stand: 2019).

## Geschichte
Bei der Ankunft der Spanier in der Region 1533 existierte bereits eine weit verstreute Siedlung unter dem Namen Sincé. Die gesammelte Ansiedlung an seiner heutigen Stelle erfolgte 1775 durch Antonio de la Torre y Miranda.

## Wirtschaft
Der wichtigste Wirtschaftszweig von Sincé ist die Rinderproduktion. Zudem besteht ein kleiner industrieller Sektor (Zement- und Getränkefabriken) und es werden Kalkstein und Marmor abgebaut.

## Söhne und Töchter der Stadt
- Adolfo Mejía (1905–1973), Komponist